# Talmest
Talmest (arabiska: تالمست) är en stad i Marocko. Den ligger i provinsen Essaouira och regionen Marrakech-Safi, 300 km sydväst om huvudstaden Rabat. Antalet invånare var 4 328 vid folkräkningen 2014.